# Lycée français Louis-Pasteur
Pour les articles homonymes, voir Lycée Pasteur.
Le lycée français Louis-Pasteur est un établissement scolaire, situé dans le quartier La Cabrera (Chicó) à Bogota, en Colombie. Créé en 1934, il accueille aujourd'hui près de 2 000 élèves de diverses nationalités de la petite section à la terminale.

## Histoire
En 1934, José De La Vega, fondateur du journal El Siglo, et très attaché à la culture française crée, avec quelques amis, le lycée français de Bogota qui est officiellement inauguré le 15 février 1934 avec 35 élèves inscrits.
Dès 1936, il faut déménager pour des installations plus vastes. Pendant la Seconde Guerre mondiale, les familles continuent à faire vivre l’établissement qui prend le nom de lycée français Louis Pasteur en octobre 1943.
En 1947, l’achat de terrains permet la construction des bâtiments prévus alors pour 800 élèves.
Depuis lors, les nombreux aménagements sur place ont permis d’accueillir de plus en plus d’élèves :
– en 1961 les effectifs dépassent les 1 000 élèves ;
– en 1972, date de la construction d’une école maternelle moderne, on atteint déjà le chiffre de 1850.
Le 23 septembre 1964 le général de Gaulle visite le lycée, puis François Mitterrand en octobre 1985.
Depuis, le lycée français Louis-Pasteur s’est doté d’un centre de documentation et d’information fonctionnel, d’une cafétéria moderne, d’un grand gymnase reconnu comme un modèle architectural dans toute la Colombie...
En mai 2003 est inauguré un grand auditorium au centre du Lycée, sur la cour d’honneur rénovée depuis l’été 2002.
Le 70e anniversaire de l’institution a été célébré en avril 2004, en présence de Maryse Bossière, alors directrice de l'AEFE.
Le 80e anniversaire de l'institution, provoquant une modification dans le logo du lycée, a été célébré en mai 2014. Sous cette festivité, une capsule temporaire a été bâtie, encore non ouverte aujourd'hui.

## Quelques chiffres
Nombre d’élèves : 1 980 en 2015  —  Aide de l’État français en 2004 : 57 % du coût total
Résultats au baccalauréat : 100 % de réussite en 2000, 2001, 2002, 2004, 2005, 2006, 2007, 2015 (taux moyen de mentions : 84 %).
Équipements : 
- gymnase de 1860 m²
- auditorium de 240 places, équipé des outils technologiques les plus récents
- 4 laboratoires de sciences et d’expérimentation assistée par ordinateur
- 5 salles d’informatique, d’audiovisuel et multimédias
- 4 salles d’arts (de danse…)
- 9 salles spécialisées de langues, d’histoire-géographie
- 1 réseau informatique de 120 ordinateurs
- 3 bibliothèques (centres de documentation) informatisées et contenant près de 30 000 ouvrages
- une cafétéria moderne
- les espaces de récréation totalisent près de 14 000 m2 de surface au sol.

Activités socio-éducatives : 21 activités en 2003-2004, 250 rencontres sportives en 2002-2003

## Résultats académiques
Généralement les élèves de terminale obtiennent tous leur baccalauréat français. Pour le concours de l’ICFES (entrée dans les universités colombiennes) le lycée français Louis-Pasteur se classe, selon les disciplines, au 1er, 2e ou 3e rang au niveau national.
L’État français accorde chaque année des bourses d’excellence qui permettent une prise en charge totale de leurs études et de toutes leurs dépenses, aux meilleurs élèves de Terminale qui partent faire leurs études en France. Des bourses sont aussi accordées par des fondations et des collectivités colombiennes.
En majorité les élèves du lycée français Louis-Pasteur poursuivent leurs études supérieures dans les universités colombiennes tels que Los Andes, la Javeriana, La Nacional, L’Externado et El Rosario. Pour ceux qui se dirigent vers l'éducation supérieure française, on retrouve chaque année des élèves admis aux classes préparatoires aux grandes écoles d’ingénieurs, HEC et Sciences Po.
Les carrières des anciens élèves se distribuent en priorité entre les finances internationales, l’industrie, la médecine, l’architecture.

## Difficultés
L'établissement connait depuis au moins 2019 des difficultés liées à l'insécurité. Ainsi, en 2019, une possible affaire de harcèlement scolaire amène un conflit entre la direction de l'établissement et certains parents d'élèves,. En 2020, une fusillade a lieu devant le lycée dans le cadre d'une tentative de vol de téléphone portable. En 2021, des parents d'élèves s'inquiètent de l'insécurité et de vols, ils réclament une présence policière permanente,.

## Anciens élèves notables
- Beatriz de la Vega (1939)
- Alberto Miani Uribe (19670
- Martin von Hildebrand
- Antanas Mockus (1969)
- Íngrid Betancourt (1979)
- German Rodiguez  (1986)
- Sergio Tovar (1987)
- Karen Paulina Biswell[8] (2001)
- Juan Arbelaez (2001, jusqu'en sixième)[9]